# 中川梨絵
中川 梨絵（なかがわ りえ、1948年8月13日 - 2016年6月14日）は、日本の女優。本名：長谷川栄（旧姓：中川）。東京都台東区出身。

## 来歴
東京都立田園調布高等学校卒業。
幼い頃から子役として活躍し、5歳の時に『藤娘』で初舞台。NHKの人気ドラマ『ホームラン教室』『お笑い三人組』などに出演した。
高校卒業後の1967年に東宝に入社し、芸名を中川さかゆとして成瀬巳喜男監督の『乱れ雲』でデビュー。『ゴー!ゴー!若大将』、続いて1968年に『年ごろ』などに出演するが芽が出ず、東宝を退社した。
1971年にロマンポルノ路線に転じた日活に入社、芸名を中川梨絵にかえ、『OL日記・牝猫の匂い』、『花弁のしずく』、『OL日記・牝猫の情事』、『エロスの誘惑』、『恋人たちは濡れた』、『（秘）女郎責め地獄』、『女地獄・森は濡れた』などに出演し、一躍、女優として花開いた。
1974年には日活を離れ、ATGの『竜馬暗殺』や東映の『実録飛車角・狼どもの仁義』に出演、以後は『喜劇女の泣きどころ』（松竹）、『歌麿 夢と知りせば』（ATG）、『日蓮』（永田プロ/松竹）、『湯殿山麓呪い村』（角川映画）、『ラブホテル』（にっかつ）などに出演。2000年代に入り、『ニワトリはハダシだ』に出演した。
2016年6月14日、肺がんのため死去した。67歳没。

## ディスコグラフィ

### シングル
| 発売日                 | 面                     | タイトル                 | 作詞                   | 作曲                   | 編曲                     | 規格                   | 規格品番               |
| フォーライフ・レコード | フォーライフ・レコード | フォーライフ・レコード   | フォーライフ・レコード | フォーライフ・レコード | フォーライフ・レコード   | フォーライフ・レコード | フォーライフ・レコード |
| ---------------------- | ---------------------- | ------------------------ | ---------------------- | ---------------------- | ------------------------ | ---------------------- | ---------------------- |
| 1976年12月             | A                      | 踊りましょうよ           | 中川梨絵               | 中川梨絵               | 小室等・ムーンライダーズ | EP                     | FLS-13                 |
| 1976年12月             | B                      | さすらいのトランペッター | 中川梨絵               | 中川梨絵               | 小室等・ムーンライダーズ | EP                     | FLS-13                 |

## 出演作品

### 映画
- 乱れ雲（1967年、東宝）
- ゴー!ゴー!若大将（1967年、東宝）
- 年ごろ（1968年、東宝）
- OL日記・牝猫の匂い（1972年、日活）
- 花弁のしずく（1972年、日活）
- OL日記・牝猫の情事（1972年、日活）
- エロスの誘惑（1972年、日活）
- 恋人たちは濡れた（1973年、日活）
- （秘）女郎責め地獄（1973年、日活）
- 女地獄・森は濡れた（1973年、日活）
- 竜馬暗殺（1974年、ATG）
- 実録飛車角・狼どもの仁義（1974年、東映）
- 喜劇女の泣きどころ（1975年、松竹）
- 歌麿 夢と知りせば（1977年、ATG）
- 日蓮（永田プロ/松竹）
- 湯殿山麓呪い村（1984年、角川映画）
- ラブホテル（1985年、にっかつ）
- ニワトリはハダシだ（2004年、ザナドゥー）

### テレビドラマ
- ホームラン教室（NHK）
- 必殺仕置屋稼業 第12話「一筆啓上 魔性が見えた」（1975年・ABC / 松竹） - おるい
- 新・必殺仕置人 第40話「愛情無用」（1977年・ABC / 松竹） - お仙

### ラジオ
- お笑い三人組（NHK）

## 中川梨絵を題材とした作品
- 『R★P ロマンポルノ』てしろぎたかし、久麻當郎著、ICE。関係者や日活への取材をもとにした”実録”マンガ。[3]